# Guysborough
Guysborough, oficialmente Município do Distrito de Guysborough é um município distrital e sede do condado de Guysborough, na província canadense da Nova Escócia, província do atlântico no leste do Canadá.
A população da cidade, de acordo com o censo canadense de 2016, era de 4.670 habitantes e a área era de cerca de 2.116,86 quilômetros quadrados.